# Гінецей
Гінеце́й (лат. gynaeceum) — жіночий орган насінних рослин. Латинське слово gynoeceum являє собою адаптацію давньогрецького γυναικείον («жіноча половина дому», «гінекей»). Назва дана за аналогією з гінекеем: це частина квітки, у якій знаходяться жіночі органи — маточки.
У повних квітках, наприклад лілій, білоцвіту, півонії і т. д., він займає центральну частину квітки. Складається з однієї або багатьох частин, званих маточками (pistillum) або плідниками (carpellum) або нарешті плодолистками, оскільки з них згодом утворюються плоди.
Якщо в гінецеї одна маточка — він називається одночленним, якщо багато — багаточленним.

## Маточка
У кожній маточці розрізняються три частини, а саме:
- нижня роздута — зав'язь (germen), також відома як яєчник (ovarium);
- стовпчик (stylus), що становить безпосереднє продовження зав'язі;
- приймочка (stygma), що вінчає собою стовпчик.

У зав'язі знаходяться один або декілька насінних зачатків (gemmulae), що раніше неправильно називалися яєчками (ovula). Це дуже дрібні, іноді ледве помітні тіла, з які після запліднення розвивається насіння.
Стовпчик, який у багатьох рослин зовсім не розвинений або розвинений вельми слабо, містить канал, вистелений ніжною і пухкою тканиною. Через нього відбувається запліднення.
Приймочка вистелена, подібно до каналу стовпчика, такою ж пухкою тканиною, що височує з себе густу цукристу рідину, і приймає плідний пилок.
У двочленних і багаточленних гінецеїв маточки або вільні, або зрощені разом. У першому випадку багаточленність гінецею цілком ясна, в другому — зрощення буває різним. Іноді зростаються лише зав'язі і тоді стовпчиків буває стільки ж, скільки маточок у гінецеї, а іноді зрощення стосується і зав'язей, і стовпчиків, тоді гінецей є цілісним, та складається немовби з однієї маточки, але справжня кількість їх виявляється, в основному, за кількістю приймочок або, принаймні, кількістю дольок приймочок.
Багаточленна зрощена зав'язь має зазвичай назовні кілька поздовжних ребер, число яких відповідає числу зрощених частин. Усередині такої зрощеної зав'язі є вельми часто стільки гнізд, скільки зрослося частин, хоча це не може вважатися правилом без винятків. За своїм положенням щодо інших частин квітки, зав'язь може бути верхньою або нижньою (germen inferum або germen superum). У першому випадку всі частини квітки, а саме чашечка, віночок, тичинки і стовпчики або приймочки сидять на верхівці самої зав'язі, вона немовби зрослася з чашечкою; у другому — вона знаходиться в середині квітки, а решта її частин розташовуються нижче за неї, або на одній з нею площині; якщо ж вони і прикріпляються вище, то зовсім не ній самій, а на краю більш-менш увігнутого квіткового ложа; верхню зав'язь називають через це також вільною, незрощеною (germen liberum). Така відмінність залежить від розвитку гінецея (див. Розвиток квітки).

## Види гінецеїв
Гінецей у різних рослин надзвичайно різноманітний не тільки за своїм складом, кількістю частин і вказаними вище обставинами, але ще за формою і відносними розмірами своїх частин. У так званих голонасінних рослин він складається з двох або декількох сім'ябруньок, незамкнутих у зав'язь; замість зав'язі у них часто лускоподібний листок, в основі якого вони й сидять (сосни, ялиці, ялини і ін.). У квіткових рослин завжди є більш-менш замкнута зав'язь, унаслідок чого їх і називають покритонасінними. Крім того, є такі рослини, у яких вся квітка складається з одного тільки гінецею цілком без жодного покриву (верби).
Зазвичай розділяють три види гінецеїв:
- 1) Апокарпний гінецей — складається з багатьох самостійних маточок, відрізняється краєвою плацентацією;
- 2) Монокарпний гінецей — складається з єдиної маточки з краєвою плацентацією
- 3) Ценокарпний гінецей — складається з декількох зрощених маточок. Виділяють три різновиди ценокарпного гінецею:
  - а) Синкарпний — декілька зрощених стінками маточок, плацентація центрально-кутова;
  - б) Паракарпний — те ж, але стінки маточок не збереглися. Плацентація пристінна;
  - в) Лізікарпний — відрізняється від паракарпного колончатою (центральною) плацентацією[1].

## Значення
У статевому житті рослин гінецей має важливе значення, бо він, після запліднення, розростається в плід з насінням. Згідно з цим його значенням і різні частини його мають різний ступінь важливості для рослин. Найважливіша його частина є сім'ябрунька, що перетворюється на насіння. Тому гінецей без сім'ябруньок позбавляється свого фізіологічного значення і вважається недорозвиненим.
Нормальних насінних рослин без сім'ябруньок немає, однак є рослини, гінецей яких представлений тільки сім'ябрунькою. Потім за важливістю йде приймочка, тобто орган, що приймає плідний пил. Справжньої приймочки немає тільки в голонасінних, де вона замінена пухкою тканиною, що розвивається при отворі сім'ябруньки (мікропіле). Менш важливий стовпчик, якого зовсім немає у багатьох рослин (багато жовтеців, барбарис та ін.). Справжньої зав'язі немає тільки в голонасінних.